# إيفان تودوروفيتش (كرة سلة)
إيفان تودوروفيتش مواليد 17 يناير 1984 في نيكشيتش، الجبل الأسود، هو لاعب كرة سلة مونتينيغري. بدأ مسيرته الاحترافية في سنة 2000. لعب مع نادي بودوشنوست لكرة السلة في موسم 2000–2001، ثم لعب مع نادي إف إم بي لكرة السلة من سنة 2002 إلى 2007، ثم لعب مع نادي دومجاله لكرة السلة في موسم 2008–2009.

## روابط خارجية
- إيفان تودوروفيتش (كرة سلة) على موقع الدوري الأوروبي لكرة السلة (الإنجليزية)
- إيفان تودوروفيتش (كرة سلة) على موقع كرة السلة الأوروبية.كوم (الإنجليزية)
- إيفان تودوروفيتش (كرة سلة) على موقع ريلجم (الإنجليزية)
- إيفان تودوروفيتش (كرة سلة) على موقع بروبوليرز (الإنجليزية)
- إيفان تودوروفيتش (كرة سلة) على موقع سبورتس رفرنس (الإنجليزية)